# Roselyn Silva
Solidariedade Roselyn Silva, conhecida como Roselyn Silva (São Tomé e Principe), é uma estilista de moda que emigrou para Portugal aos quatro anos de idade, onde desenvolveu grande parte do seu trabalho. Seu ateliê localiza-se no bairro do Chiado, em Lisboa. 

## Percurso
Licenciou-se em Engenharia de Higiene e Segurança (ISEL) e Design e Moda (Lisbon Design School). Foi campeã nacional e ibérica de atletismo. Iniciou a carreira aos seis anos, na Cooperativa Tempo Novo, da Amadora. Aos 12 anos aceitou um convite do Sporting para representar o clube onde acumulou títulos. Só parou aos 21 anos, quando as 24 horas do dia não eram suficientes para o atletismo, o trabalho, o estudos e o voluntariado. 
O trabalho da estilista centra-se no tecido africano usado com glamour, principalmente, a capulana. A criadora utiliza padrões coloridos. Antes de participar no programa 'Shark Tank', Roselyn Silva teve um pequeno ateliê no Areeiro, no centro de Lisboa, onde criava peças exclusivas para mulheres “elegantes, sofisticadas, arrojadas e confiantes”. A santomense é uma empreendedora de um negócio com novas lojas em Portugal e com um plano de internalização a partir da capital portuguesa. 
No decorrer da crise pandémica, a criadora desenvolveu uma colecção de cariz social, promovida pelo Ministério da Juventude, Desporto e Empreendedorismo e pelo PNUD de São Tomé e Principe. O objectivo foi desenvolver uma ação de formação e produção de batas hospitalares e impermeáveis produzidas pelas costureiras de São Tomé e Príncipe. Como o foco destas peças era a utilização pela comunidade hospitalar, as peças foram produzidas com um material lavável e reutilizável.
Além disso, a designer também promoveu uma Campanha Solidária da Embaixada de São Tomé e Principe, terra-natal da estilista ao criar máscaras. 

## Reconhecimento e prémios
- 2015 - Participação na edição de 2015 do Shark Tank na televisão portuguesa
- 2015 - Recebeu o Prémio Prestígio, atribuído a 12 personalidades na celebração dos 25 anos da RDP África. [8]
- 2021 - A criadora foi distinguida como uma das 100 Personalidades Negras mais Influentes da Lusofonia no seguimento da 100 Power List promovida pela revista digital Bantumen. [9]